# 6.5-284 Norma
El 6.5-284 Norma fue desarrollado a partir del .284 Winchester, a cuyo casquillo se le ajustó el cuello para poder alojar un proyectil de 6.5 mm de diámetro. 

## Historia
El .284 Winchester fue creado 1963 pero emular las prestaciones de un .270 Winchester pero desde un mecanismo de longitud corta. Sin embargo, este no logró el éxito comercial esperado entre los cazadores. En 1999, Norma, que había trabajado con el .284 Winchester para alojar un proyectil de 6.5mm lo entregó a CIP. Desde entonces el cartucho fue estandarizado como el 6.5mm-284 Norma.

## Aplicaciones
El 6.5-284 ha sido usado extensivamente en competencias de tiro de precisión (Clase - F). Con una versión mejorada del 6.5-284, Rich DeSimone logró el récord de 1000 yardas con un grupo de 1.564 pulgadas, que fue batido por Tom Sarver en el 2007.